# James McGirr

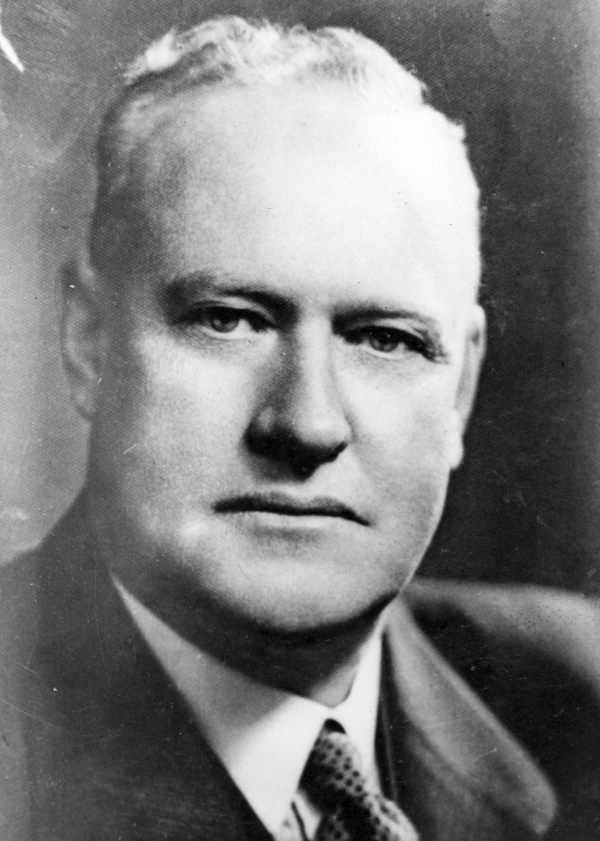
James McGirr (1947)

James „Jim“ McGirr (* 6. Februar 1890 in Parkes, New South Wales; † 27. Oktober 1957 in Strathfield, New South Wales) war ein australischer Politiker der Australian Labor Party (ALP), der zwischen 1922 und 1952 dreißig Jahre lang Mitglied im Parlament von New South Wales sowie von 1947 bis 1952 Premier von New South Wales war.

## Leben

### Familiäre Herkunft, Apotheker und Farmer

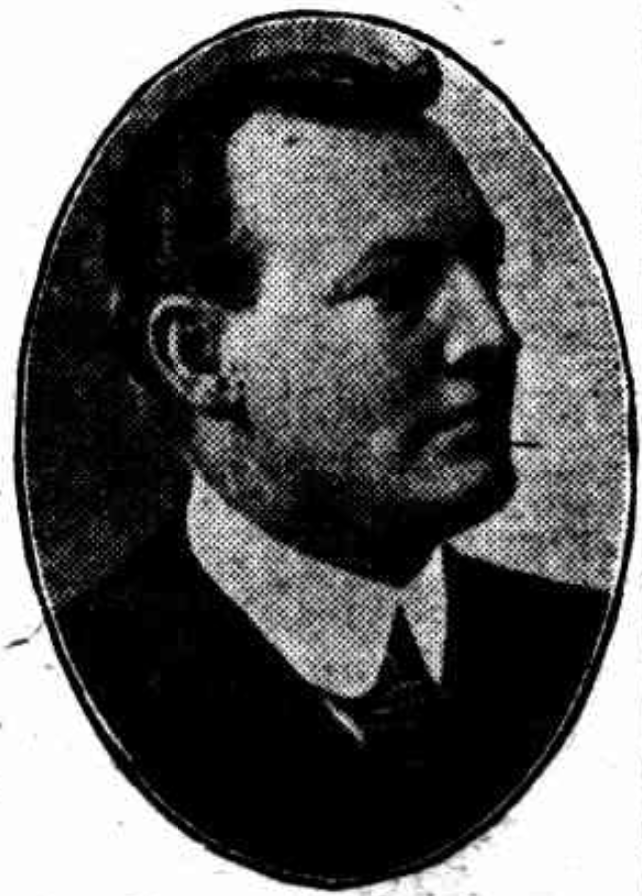
Sein Bruder John Joseph Gregory McGirr war Mitglied der Legislativversammlung sowie mehrmals Minister.

James McGirr war der siebte Sohn des aus Irland eingewanderten Farmers John Patrick McGirr und dessen Ehefrau Mary O’Sullivan. Sein älterer Bruder Patrick Michael McGirr (1874–1957) war zunächst zwischen 1917 und 1920 Mitglied der Legislativversammlung sowie von 1921 bis 1955 Mitglied des Legislativrates, während sein Bruder John Joseph Gregory „Greg“ McGirr (1879–1949) zwischen 1913 und 1925 Mitglied der Legislativversammlung sowie mehrmals Minister war. Er wuchs auf der elterlichen Milchfarm in der Nähe von Parkes auf und besuchte nach der dortigen Grundschule das St Stanislaus’ College in Bathurst. 1906 trat er als Mitglied der Australian Labor Party (ALP) bei und übernahm in den folgenden Jahren verschiedene Funktionen als Ortsvorsitzender und Sekretär in Calare, Ashburnham und Bankstown City. Er begann zunächst eine Berufsausbildung in der Apotheke seines Bruders Greg McGirr, brach die Ausbildung aber ab und arbeitete für kurze Zeit in Lagerhäusern.
Danach setzte er seine Berufsausbildung fort und absolvierte selbst ein Pharmaziestudium an der Universität Sydney. Nach Abschluss des Studiums war er anfangs angestellter Apotheker bei Washington H. Soul & Co. in der Pitt Street in Sydney und eröffnete anschließend selbst eine Apotheke in Parkes, in der er sich auf tierärztliche Verschreibungen spezialisierte. Daneben gründete er in Partnerschaft mit seinem Bruder weitere Apotheken in Marrickville sowie Kings Cross und war zudem Mitglied des Pharmacy Board, der Apothekerkammer. 1915 wurde er außerdem als Justice of the Peace zum Friedensrichter ernannt. Er kaufte eine 800 Acres große Farm, auf der Weizen anbaute sowie Schaf- und Rinderzucht betrieb und tätigte auch andere Immobilieninvestitionen.

### Mitglied des Parlaments und Minister und Premierminister in New South Wales

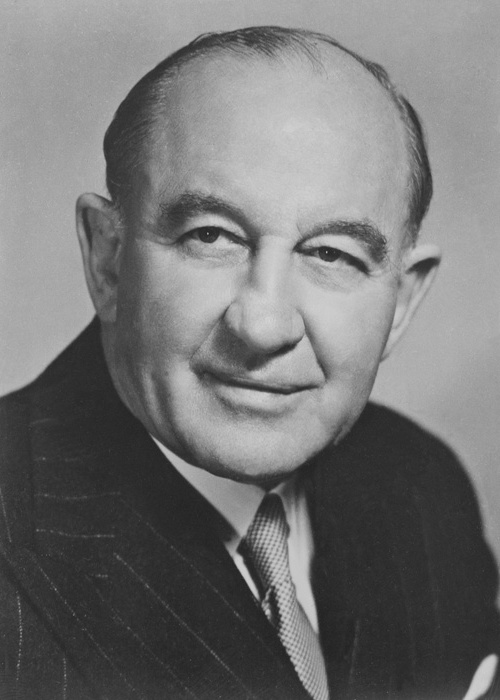
Als Nachfolger von William John McKell wurde James McGirr 1947 Premierminister und Vorsitzender der Labour Party in New South Wales.

Am 24. März 1922 wurde James McGirr für die Australian Labor Party (ALP) erstmals Mitglied im Parlament von New South Wales und vertrat in der Legislativversammlung (New South Wales Legislative Assembly) bis zum 18. April 1925 zunächst den Wahlkreis Cootamundra sowie im Anschluss zwischen dem 30. Mai 1925 und dem 7. September 1927 den Wahlkreis Cumberland, ehe er vom 8. Oktober 1927 bis zum 22. Mai 1950 den Wahlkreis Bankstown und zuletzt noch zwischen dem 17. Juni 1950 und dem 3. April 1952 den Wahlkreis Liverpool vertrat. Er gehörte dann vom 25. März 1922 bis zum 3. April 1952 dreißig Jahre lang dem Parlament an.
Im zweiten Kabinett von Premierminister Jack Lang übernahm er am 4. November 1930 sein erstes Regierungsamt und bekleidete zunächst bis zum 17. Juni 1951 das Amt des Gesundheitsministers (Minister for Health). Danach war in diesem Kabinett zwischen dem 17. Juni 1931 und dem 13. Mai 1932 Minister für Kommunalverwaltung (Minister for Local Government) sowie daraufhin vom 22. März bis zum 13. Mai 1932 noch Verkehrsminister (Minister for Transport). Er war einer der letzten Unterstützer von Jack Lang und zog diese Unterstützung erst 1939 zurück, als Lang von William John McKell am 5. September 1939 als Vorsitzender der Labour Party von New South Wales abgelöst wurde. Am 16. Mai 1941 übernahm er im Kabinett vom nunmehrigen Premierminister McKell anfangs das Amt als Minister für Kommunalverwaltung und Wohnungsbau (Minister for Local Government and Housing) und bekleidete dieses bis zum 8. Juni 1944, woraufhin er zwischen dem 8. Juni 1944 und dem 6. Februar 1947 als Minister für Wohnungsbau (Minister for Housing) fungierte.
Nachdem William John McKell zum 11. März 1947 zum Generalgouverneure Australiens ernannt worden war, wurde James McGirr als dessen Nachfolger als Leader of the Australian Labor Party in New South Wales und damit als Vorsitzender der Arbeiterpartei sowie zugleich am 2. Februar 1952 selbst neuer Premier von New South Wales. In seinem Kabinett übernahm er vom 6. Februar 1947 bis zum 2. April 1952 auch das Amt als Schatzmeister (Colonial Treasurer) und zwischen dem 6. und dem 13. Februar 1947 kurzzeitig als Landwirtschaftsminister (Minister for Agriculture). Darüber hinaus bekleidete er für kurze Zeit von 8. bis zum 21. September 1949 noch die Ämter als Kolonialsekretär (Colonial Secretary), als Bergbauminister (Secretary for Mines) sowie als Minister für nationale Notdienste (Minister for National Emergency Services). Bei den Parlamentswahlen am 3. Mai 1947 erlitt die Labour Party zwar Verluste, erhielt mit 45,95 Prozent allerdings 52 der 90 Sitze in der Legislativversammlung und damit eine deutliche absolute Mehrheit, während das Wahlbündnis aus Liberal Party und Country Party unter dem Spitzenkandidaten Vernon Treatt	40,75 Prozent und 34 Mandate erhielt. Bei der darauf folgenden Parlamentswahl am 17. Juni 1950 kam es zu einem Kopf-an-Kopf-Rennen zwischen der Labour Party und dem Liberal-Country-Wahlbündnis. Die Labour Party kam auf 46,75 Prozent, während das Wahlbündnis unter Vernon Treatt 46,48 Prozent der Stimmen erzielen und somit beide Gruppen 46 der 94 Sitze erhielten. McGirr blieb zwar Premierminister, war parteiintern jedoch geschwächt. Das Amt des Premierministers und des Parteivorsitzenden bekleidete er bis zu seinem Rücktritt knapp zwei Jahre später am 2. April 1952, woraufhin Joseph Cahill ihn ablöste. Am 3. April 1952 legte er auch sein Abgeordnetenmandat nieder.
Daraufhin war Jim McGirr noch zwischen 1952 und 1955 Präsident des Seeverkehrsamtes (Maritime Services Board) und zog nach seinem anschließenden Ruhestand nach Strathfield und betrieb eine 268 Acre große Farm in Kemps Creek bei Liverpool, auf der er Pferde und Rinder züchtete. Aus seiner am 15. Oktober 1932 in Orange geschlossenen Ehe mit Valerie Cecilia Armstrong gingen zwei Söhne und eine Tochter hervor. Nach seinem Tode wurde er auf dem römisch-katholischen Friedhof in Parkes beigesetzt.